# Dystasia semicana
Dystasia semicana là một loài bọ cánh cứng trong họ Cerambycidae.